# Fejlesztőpedagógia
A fejlesztőpedagógia feladata gyermekek átlag alatti képességének fejlesztése, amely elősegíti az átlagos szinthez való felzárkoztatást.
Fejlesztőpedagógián belül is több csoportra osztható ez a szakterület, hiszen a gyermekek életkora, fejlettsége is különböző.
Ezek a szakterületek a következők:
- Gyógypedagógiai tanácsadás, korai fejlesztés, oktatás és gondozás

A korai fejlesztés mind az oktatáspolitika, mind a gyakorlat szintjén fontos terület. A korai fejlesztés a kisgyerekek és családjaik támogatáshoz való jogának biztosításához kapcsolódik. Célja, a gyerekek és családjaik támogatása és a megfelelő szolgáltatások biztosítása. A korai fejlesztés segít egy befogadó és összetartó társadalom létrehozásában, amely a gyerekek és családjaik jogait is tiszteletben tartja.
Meddig tart a korai fejlesztés?
Észak-Amerikában a korai fejlesztés a születés utáni első három évben történik, Európában, ezzel szemben változó lehet a fejlesztés időtartama. Elvileg addig jár a támogatás a gyermeknek és családjának, míg a gyermek el nem kezdi iskolai tanulmányait, amikor az oktatást támogató szolgáltatások veszik át a felelősséget. Bizonyos országokban ez a kötelező oktatás kezdetét jelenti. Mindazonáltal nincsen egyértelmű stratégia az átmeneti szakaszt illetően, és a korai fejlesztést végző csoportok szakértői gyakran érzik úgy, hogy rendes munkájuknál többet kell elvégezniük, hogy kompenzálják a koordináció és az elérhető források hiányát.

## Külső hivatkozások
- Fejlesztő- és Gyógypedagógusok Honlapja
- Pedagógia.lap.hu - linkgyűjtemény